# Plinia orthoclada
Plinia orthoclada är en myrtenväxtart som beskrevs av Ignatz Urban. Plinia orthoclada ingår i släktet Plinia och familjen myrtenväxter. Inga underarter finns listade i Catalogue of Life.